# Korpus vojaške glasbe (Združeno kraljestvo)
Korpus vojaške glasbe (angleško Corps of Army Music) je korpus Britanske kopenske vojske, ki je bil ustanovljen leta 1994. 
Pod seboj združuje vse vojaške orkestre pod okriljem Kraljeve vojaške šole glasbe.